# Список підводників — кавалерів Лицарського хреста Залізного хреста
Список підводників — кавалерів Лицарського хреста Залізного хреста — містить прізвища німецьких офіцерів підводних човнів, у переважній більшості командирів субмарин, які в роки Другої світової війни були ушановані найвищою військовою нагородою Третього Рейху — Лицарського хреста Залізного хреста та його вищими ступенями. Загалом було відзначено 145 офіцерів та матросів цієї нагороди. Список впорядкований за категоріями, починаючи з двох кавалерів найвищої відзнаки Лицарського хреста Залізного хреста з дубовим листям, мечами та діамантами. Далі визначені п'ять офіцерів флоту — підводників, що були нагороджені Лицарським хрестом Залізного хреста з дубовим листям та мечами й 29 кавалерів Лицарського хреста Залізного хреста з дубовим листям.

## Кавалери Лицарського хреста Залізного хреста з дубовим листям, мечами та діамантами (2)
| #  | Фото | Ім'я (роки життя)           | Військове звання  | Підводні човни            | Дата нагородження | Прим.                                                           |
| -- | ---- | --------------------------- | ----------------- | ------------------------- | ----------------- | --------------------------------------------------------------- |
| 7  |      | Вольфганг Лют (1913—1945)   | корветтен-капітан | U-9 U-13 U-138 U-43 U-181 | 9 серпня 1943     | 13 травня 1945 року випадково загинув від рук чатового на посту |
| 22 |      | Альбрехт Бранді (1914—1966) | корветтен-капітан | U-617 U-380 U-967         | 24 листопада 1944 |                                                                 |

## Кавалери Лицарського хреста Залізного хреста з дубовим листям та мечами (5)
| #  | Фото | Ім'я (роки життя)           | Військове звання  | Підводні човни            | Дата нагородження | Прим. |
| -- | ---- | --------------------------- | ----------------- | ------------------------- | ----------------- | --- |
| 5  |      | Отто Кречмер (1912–1998)    | корветтен-капітан | U-35 U-23 U-99            | 26 грудня 1941    | У березні 1941 року захоплений у полон та до кінця війни провів у таборі для військовополонених у Канаді                                  |
| 17 |      | Еріх Топп (1914–2005)       | капітан-лейтенант | U-57 U-552 U-2513 U-3010  | 17 серпня 1942    | |
| 18 |      | Райнгард Зурен (1916–1984)  | капітан-лейтенант | U-564                     | 1 вересня 1942    | |
| 29 |      | Вольфганг Лют (1913–1945)   | капітан-лейтенант | U-9 U-13 U-138 U-43 U-181 | 25 квітня 1943    | 9 серпня 1943 року став 7-м нагородженим Лицарським хрестом з діамантами; 13 травня 1945 року випадково загинув від рук чатового на посту |
| 66 |      | Альбрехт Бранді (1914—1966) | капітан-лейтенант | U-617 U-380 U-967         | 9 травня 1944     | 24 листопада 1944 року став 22-м нагородженим Лицарським хрестом з діамантами                                                             |

## Кавалери Лицарського хреста Залізного хреста з дубовим листям (29)
| #     | Фото | Ім'я (роки життя)                    | Військове звання      | Підводні човни              | Дата нагородження | Прим. |
| ----- | ---- | ------------------------------------ | --------------------- | --------------------------- | ----------------- | --- |
| 5     |      | Гюнтер Прін (1908–1941)              | капітан-лейтенант     | U-47                        | 20 жовтня 1940    | 7 березня 1941 року ПЧ U-47 зник у Північній Атлантиці південніше Ісландії разом з усім екіпажем. Обставини загибелі командира та усього екіпажу до цього часу невідомі |
| 6     |      | Отто Кречмер (1912–1998)             | капітан-лейтенант     | U-35 U-23 U-99              | 4 листопада 1940  | 26 грудня 1941 року став 5-м нагородженим Лицарським хрестом з мечами. У березні 1941 року захоплений у полон та до кінця війни провів у таборі для військовополонених у Канаді |
| 7     |      | Йоахім Шепке (1912–1941)             | капітан-лейтенант     | U-3 U-19 U-100              | 1 грудня 1940     | 17 березня 1941 року під час атаки конвою HX 112 ПЧ U-100 був атакований глибинними бомбами британських есмінців «Венок» і «Волкер», вимушено сплив і був протаранений «Веноком»; Й.Шепке та 37 членів екіпажу загинули                                                                                        |
| 13    |      | Генріх Лібе (1908–1997)              | капітан-лейтенант     | U-2 U-38                    | 10 червня 1941    | |
| 14    |      | Енгельберт Ендрасс (1911–1941)       | оберлейтенант-цур-зее | U-46 U-567                  | 10 червня 1941    | 21 грудня 1941 року під час атаки конвою HG 76 ПЧ U-567 був атакований глибинними бомбами британських кораблів північно-східніше Азорських островів та затонув |
| 15    |      | Герберт Шульце (1909–1987)           | капітан-лейтенант     | U-2 U-48                    | 12 червня 1941    | |
| 23    |      | Віктор Шютце (1906–1950)             | корветтен-капітан     | U-19 U-11 U-25 U-103        | 14 липня 1941     | |
| 51    |      | Генріх Леманн-Вілленброк (1911–1986) | капітан-лейтенант     | U-8 U-5 U-96 U-256          | 31 грудня 1941    | |
| 56    |      | Райнгард Зурен (1916–1984)           | оберлейтенант-цур-зее | U-564                       | 31 грудня 1941    | 1 вересня 1942 року став 18-м нагородженим Лицарським хрестом з мечами |
| 87    |      | Еріх Топп (1914–2005)                | капітан-лейтенант     | U-57 U-552 U-2513 U-3010    | 11 квітня 1942    | 17 серпня 1942 року став 17-м нагородженим Лицарським хрестом з мечами |
| 89    |      | Райнгард Гардеген (1913–2018)        | капітан-лейтенант     | U-147 U-123                 | 11 квітня 1942    | Гардеген був останнім живим командиром підводного човна Другої світової війни та останнім живим кавалером Лицарського хреста Залізного хреста з дубовим листям |
| 104   |      | Рольф Мюцельбург (1913–1942)         | капітан-лейтенант     | U-10 U-203                  | 15 липня 1942     | 11 вересня 1942 року загинув унаслідок нещасного випадку під час бойового походу |
| 105   |      | Адальберт Шне (1913–1982)            | капітан-лейтенант     | U-6 U-60 U-121 U-201 U-2511 | 15 липня 1942     | |
| 123   |      | Клаус Шольц (1908–1987)              | корветтен-капітан     | U-108                       | 10 вересня 1942   | |
| 125   |      | Генріх Бляйхродт (1909–1977)         | корветтен-капітан     | U-48 U-67 U-109             | 23 вересня 1942   | |
| 142   |      | Вольфганг Лют (1913—1945)            | капітан-лейтенант     | U-9 U-13 U-138 U-43 U-181   | 13 листопада 1942 | 15 квітня 1943 року 29-й удостоєний мечів до Лицарського хреста, а 9 серпня 1943 року — 7-й нагороджений діамантами до ордена. 13 травня 1945 року випадково загинув від рук чатового на посту |
| 147   |      | Карл-Фрідріх Мертен (1905–1993)      | корветтен-капітан     | U-68                        | 16 листопада 1942 | |
| 171   |      | Фрідріх Гуггенбергер (1915–1988)     | капітан-лейтенант     | U-28 U-81 U-847 U-513       | 8 січня 1943      | |
| 177   |      | Йоганн Мор (1916–1943)               | капітан-лейтенант     | U-124                       | 13 січня 1943     | 3 квітня 1943 року загинув у бою внаслідок бою з британськими кораблями ескорту конвою OS 45 |
| 208   |      | Георг Лассен (1915–2012)             | капітан-лейтенант     | U-29 U-160                  | 7 березня 1943    | |
| 223   |      | Карл Деніц (1891–1980)               | грос-адмірал          | —                           | 6 квітня 1943     | головнокомандувач Крігсмаріне в ході війни. Стояв у витоках створення підводного флоту Німеччини, який очолював з 1935 по 1943 роки, командував усіма німецькими військово-морськими силами в останні роки Другої світової війни (1943–1945). Один з найвидатніших новаторів в області ведення підводної війни |
| 224   |      | Альбрехт Бранді (1914—1966)          | капітан-лейтенант     | U-617 U-380 U-967           | 11 квітня 1943    | 9 травня 1944 року 66-й удостоєний мечів до Лицарського хреста, 24 листопада 1944 року став 22-м нагородженим Лицарським хрестом з діамантами |
| 234   |      | Отто фон Бюлов (1911—2006)           | капітан-лейтенант     | U-404                       | 26 квітня 1943    | |
| 250   |      | Роберт Гізе (1911–1989)              | капітан-лейтенант     | U-98 U-177                  | 31 травня 1943    | |
| 256   |      | Карл Еммерманн (1915–1990)           | капітан-лейтенант     | U-172 U-3037                | 4 липня 1943      | |
| 257   |      | Вернер Генке (1909–1944)             | капітан-лейтенант     | U-515                       | 4 липня 1943      | 9 квітня 1944 року ПЧ U-515 був атакований американськими літаками та есмінцями північніше Мадейри і В. Генке потрапив з усім екіпажем у полон. 15 червня 1944 року застрелений чатовим табору військовополонених при спробі втечі                                                                             |
| 645   |      | Вернер Гартманн (1902–1963)          | капітан-цур-зее       | U-26 U-37 U-198             | 5 листопада 1944  | |
| (852) |      | Рольф Томсен (1915–2003)             | капітан-лейтенант     | U-1202                      | 29 квітня 1945    | |
| (853) |      | Ганс-Гюнтер Ланге (1916–2014)        | капітан-лейтенант     | U-711                       | 29 квітня 1945    | |

## Кавалери Лицарського хреста Залізного хреста (146)
| #   | Фото | Ім'я (роки життя)                       | Військове звання                  | Підводні човни                       | Дата нагородження | Прим. |
| --- | ---- | --------------------------------------- | --------------------------------- | ------------------------------------ | ----------------- | --- |
| 1   |      | Гюнтер Прін (1908–1941)                 | капітан-лейтенант                 | U-47                                 | 18 жовтня 1939    | 20 жовтня 1940 року став 5-м нагородженим дубовим листям до Лицарського хреста. 7 березня 1941 року ПЧ U-47 зник у Північній Атлантиці південніше Ісландії разом з усім екіпажем. Обставини загибелі командира та усього екіпажу досі невідомі |
| 2   |      | Герберт Шульце (1909–1987)              | капітан-лейтенант                 | U-2 U-48                             | 1 березня 1940    | 12 червня 1941 року став 15-м нагородженим дубовим листям |
| 3   |      | Карл Деніц (1891–1980)                  | контрадмірал                      | —                                    | 21 квітня 1940    | головнокомандувач Крігсмаріне в ході війни. Стояв у витоках створення підводного флоту Німеччини, який очолював з 1935 по 1943 роки, командував усіма німецькими військово-морськими силами в останні роки Другої світової війни (1943–1945). Один з найвидатніших новаторів в області ведення підводної війни. 6 квітня 1943 року став 223-м кавалером Лицарського хреста з дубовим листям |
| 4   |      | Вернер Гартманн (1902–1963)             | корветтен-капітан                 | U-26 U-37 U-198                      | 9 травня 1940     | 5 листопада 1944 року став 645-м нагородженим дубовим листям до Лицарського хреста |
| 5   |      | Отто Шугарт (1909–1990)                 | капітан-лейтенант                 | U-8 U-25 U-29                        | 16 травня 1940    | |
| 6   |      | Вільгельм Ролльманн (1907–1943)         | капітан-лейтенант                 | U-34 U-848                           | 31 липня 1940     | 5 листопада 1943 року потоплений з U-848 американськими літаками В-24 «Ліберейтор» та B-25 «Мітчелл» південно-західніше острову Вознесіння |
| 7   |      | Отто Кречмер (1912–1998)                | корветтен-капітан                 | U-35 U-23 U-99                       | 4 серпня 1940     | 4 листопада 1940 року став 6-м кавалером Лицарського хреста з дубовим листям; 26 грудня 1941 року — 5-м кавалером мечів до ордена. У березні 1941 року захоплений у полон та до кінця війни провів у таборі для військовополонених у Канаді |
| 8   |      | Генріх Лібе (1908–1997)                 | капітан-лейтенант                 | U-2 U-38                             | 14 серпня 1940    | 10 червня 1941 року став 13-м кавалером ордена з дубовим листям |
| 9   |      | Фріц-Юліус Лемп (1913–1941)             | капітан-лейтенант                 | U-28 U-30 U-110                      | 14 серпня 1940    | 9 травня 1941 року загинув у Північній Атлантиці на схід від мису Фарвел після отримання пошкоджень глибинними бомбами британських есмінців «Бульдог», «Бродвей» та фрегату «Обрієта» |
| 10  |      | Ганс-Рудольф Резінг (1905–2004)         | корветтен-капітан                 | U-11 U-35 U-10 U-48                  | 29 серпня 1940    | |
| 11  |      | Фріц Фрауенгайм (1912–1969)             | капітан-лейтенант                 | U-21 U-101                           | 29 серпня 1940    | |
| 12  |      | Енгельберт Ендрасс (1911–1941)          | оберлейтенант-цур-зее             | U-46 U-567                           | 5 вересня 1940    | 10 червня 1941 року став 14-м кавалером дубового листя до нагороди. 21 грудня 1941 року під час атаки конвою HG 76 ПЧ U-567 був атакований глибинними бомбами британських кораблів північно-східніше Азорських островів та затонув |
| 13  |      | Гюнтер Кунке (1912–1990)                | капітан-лейтенант                 | U-28 U-125 U-853                     | 19 вересня 1940   | |
| 14  |      | Йоахім Шепке (1912–1941)                | капітан-лейтенант                 | U-3 U-19 U-100                       | 24 вересня 1940   | 1 грудня 1940 року став 7-м кавалером дубового листя до Лицарського хреста. 17 березня 1941 року під час атаки конвою HX 112 ПЧ U-100 був атакований глибинними бомбами британських есмінців «Венок» і «Волкер», вимушено сплив і був протаранений «Веноком»; Й. Шепке та 37 членів екіпажу загинули                                                                                        |
| 15  |      | Ганс Єніш (1913–1982)                   | оберлейтенант-цур-зее             | U-32                                 | 7 жовтня 1940     | |
| 16  |      | Віктор Ерн (1907–1997)                  | оберлейтенант-цур-зее             | U-14 U-37                            | 21 жовтня 1940    | |
| 17  |      | Герд Зурен (1914–1991)                  | оберлейтенант                     | U-21 U-31 U-37 U-2511                | 21 жовтня 1940    | Нагороду отримав у посаді головного інженера ПЧ U-37 |
| 18  |      | Генріх Бляйхродт (1909–1977)            | капітан-лейтенант                 | U-48 U-67 U-109                      | 24 жовтня 1940    | 23 вересня 1942 року став 125-м кавалером ордена з дубовим листям |
| 19  |      | Вольфганг Лют (1913—1945)               | оберлейтенант-цур-зее             | U-9 U-13 U-138 U-43 U-181            | 24 жовтня 1940    | 13 листопада 1942 року став 142-м кавалером Лицарського хреста з дубовим листям, 15 квітня 1943 року 29-й удостоєний мечів до Лицарського хреста, а 9 серпня 1943 року — 7-й нагороджений діамантами до ордена. 13 травня 1945 року випадково загинув від рук чатового на посту |
| 20  |      | Райнгард Зурен (1916–1984)              | оберлейтенант-цур-зее             | U-48                                 | 3 листопада 1940  | 31 грудня 1941 року став 56-м кавалером дубового листя до ордену, а 1 вересня 1942 року став 18-м нагородженим Лицарським хрестом з мечами |
| 21  |      | Генріх Петерсен (1902–1963)             | лейтенант-цур-зее резерву         | U-99                                 | 5 листопада 1940  | 17 березня 1941 року потрапив у британський полон з усім екіпажем U-99 |
| 22  |      | Віктор Шютце (1906–1950)                | корветтен-капітан                 | U-19 U-11 U-25 U-103                 | 11 грудня 1940    | 14 липня 1941 року став 23-м нагородженим дубовим листям до Лицарського хреста |
| 23  |      | Ганс-Герріт фон Штокгаузен (1907–1943)  | корветтен-капітан                 | U-13 U-65                            | 14 січня 1941     | 15 січня 1943 року загинув в автокатастрофі в Берліні |
| 24  |      | Карл-Гайнц Меле (1910–1996)             | капітан-лейтенант                 | U-20 U-123                           | 26 лютого 1941    | |
| 25  |      | Генріх Леманн-Вілленброк (1911–1986)    | капітан-лейтенант                 | U-8 U-5 U-96 U-256                   | 26 лютого 1941    | 31 грудня 1941 року став 51-м відзначеним дубовим листям до нагороди |
| 26  |      | Юрген Естен (1913–2010)                 | капітан-лейтенант                 | U-61 U-106 U-861 U-256               | 26 березня 1941   | |
| 27  |      | Георг-Вільгельм Шульц (1906–1986)       | капітан-лейтенант                 | U-10 U-64 U-124                      | 4 квітня 1941     | |
| 28  |      | Еріх Цюрн (1906–1965)                   | оберлейтенант                     | U-3 U-26 U-48                        | 23 квітня 1941    | Нагороду отримав на посаді головного інженера ПЧ U-48 |
| 29  |      | Герберт Куппіш (1909–1943)              | капітан-лейтенант                 | U-58 U-94 U-516 U-847                | 14 травня 1941    | 27 серпня 1943 року загинув разом з екіпажем U-847 внаслідок атаки палубних літаків ескортного авіаносця «Кард» |
| 30  |      | Герберт Вольфарт (1915–1982)            | капітан-лейтенант                 | U-14 U-137 U-556                     | 15 травня 1941    | |
| 31  |      | Георг Шеве (1909–1989)                  | капітан-лейтенант                 | U-60 U-105                           | 23 травня 1941    | |
| 32  |      | Клаус Корт (1911–1988)                  | капітан-лейтенант                 | U-57 U-93                            | 29 травня 1941    | |
| 33  |      | Еріх Топп (1914–2005)                   | оберлейтенант-цур-зее             | U-57 U-552 U-2513 U-3010             | 20 червня 1941    | 11 квітня 1942 року відзначений, як 87-м кавалер ордену з дубовим листям, 17 серпня 1942 року став 17-м нагородженим Лицарським хрестом з мечами |
| 34  |      | Гюнтер Гесслер (1909–1968)              | капітан-лейтенант                 | U-107                                | 24 червня 1941    | |
| 35  |      | Йост Мецлер (1909–1975)                 | капітан-лейтенант                 | U-69 U-847                           | 28 липня 1941     | |
| 36  |      | Адальберт Шне (1913–1982)               | оберлейтенант-цур-зее             | U-6 U-60 U-121 U-201 U-2511          | 30 серпня 1941    | 15 липня 1942 року став 105-м кавалером ордена з дубовим листям |
| 37  |      | Рольф Мюцельбург (1913–1942)            | капітан-лейтенант                 | U-10 U-203                           | 17 листопада 1941 | 15 липня 1942 року відзначений 104-м дубовим листям до нагороди. 11 вересня 1942 року загинув унаслідок нещасного випадку під час бойового походу |
| 38  |      | Ернст Менгерзен (1912–1995)             | капітан-лейтенант                 | U-18 U-143 U-101 U-607               | 18 листопада 1941 | |
| 39  |      | Фрідріх Гуггенбергер (1915–1988)        | капітан-лейтенант                 | U-28 U-81 U-847 U-513                | 10 грудня 1941    | 8 січня 1943 року став 171-м нагородженим дубовим листям до Лицарського хреста |
| 40  |      | Клаус Шольц (1908–1987)                 | капітан-лейтенант                 | U-108                                | 26 грудня 1941    | 10 вересня 1942 року став 123-м кавалером дубового листя |
| 41  |      | Гергард Бігальк (1908–1942)             | капітан-лейтенант                 | U-14 U-751                           | 26 грудня 1941    | 17 липня 1942 року загинув разом з усім екіпажем U-751 унаслідок атаки глибинними бомбами британських літаків «Вітлі» та «Ланкастер» північно-західніше мису Ортегаль, Іспанія |
| 42  |      | Айтель-Фрідріх Кентрат (1906–1974)      | капітан-лейтенант                 | U-8 U-74 U-196                       | 31 грудня 1941    | |
| 43  |      | Роберт Гізе (1911–1989)                 | капітан-лейтенант                 | U-98 U-177                           | 31 грудня 1941    | 31 травня 1943 року став 250-м кавалером Лицарського хреста з дубовим листям |
| 44  |      | Райнгард Гардеген (1913–2018)           | капітан-лейтенант                 | U-147 U-123                          | 23 січня 1942     | 11 квітня 1942 року став 89-м кавалером ордена, нагородженим дубовим листям до ЛХ |
| 45  |      | Ганс Дідріх фон Тізенгаузен (1913–2000) | капітан-лейтенант                 | U-331                                | 27 січня 1942     | |
| 46  |      | Ніколай Клаузен (1911–1943)             | капітан-лейтенант                 | U-142 U-37 U-129 U-182               | 13 березня 1942   | 16 травня 1943 року загинув з усім екіпажем U-182 та трьома військовополоненими на борту після атаки американського есмінця «Маккензі» |
| 47  |      | Ернст Бауер (1914–1988)                 | капітан-лейтенант                 | U-10 U-37 U-120 U-126                | 16 березня 1942   | |
| 48  |      | Йоганн Мор (1916–1943)                  | капітан-лейтенант                 | U-124                                | 27 березня 1942   | 13 січня 1943 року став 177-м кавалером вермахту, удостоєним дубового листя до Лицарського хреста |
| 49  |      | Отто Ітес (1918–1982)                   | оберлейтенант-цур-зее             | U-146 U-94                           | 28 березня 1942   | |
| 50  |      | Роберт-Ріхард Цапп (1904–1964)          | корветтен-капітан                 | U-66                                 | 23 квітня 1942    | |
| 51  |      | Вернер Вінтер (1912–1972)               | капітан-лейтенант                 | U-22 U-103                           | 5 червня 1942     | |
| 52  |      | Петер-Еріх Кремер (1911–1992)           | капітан-лейтенант                 | U-152 U-333 U-2519                   | 5 червня 1942     | |
| 53  |      | Карл-Фрідріх Мертен (1905–1993)         | корветтен-капітан                 | U-68                                 | 13 червня 1942    | 16 листопада 1942 року став 147-м кавалером Лицарського хреста з дубовим листям. |
| 54  |      | Ганс-Вернер Краус (1915–1990)           | капітан-лейтенант                 | U-83 U-199                           | 19 червня 1942    | |
| 55  |      | Ервін Ростін (1907–1942)                | капітан-лейтенант                 | U-158                                | 28 червня 1942    | 30 червня 1942 року U-158 був атакований західніше Бермудських островів глибинними бомбами американського літаючого човна PBM «Марінер»; Е.Ростін та 53 члени екіпажу загинули |
| 56  |      | Гайнц-Отто Шульце (1915–1943)           | капітан-лейтенант                 | U-4 U-141 U-432 U-849                | 9 липня 1942      | 25 листопада 1943 року U-849 був атакований західніше естуарію річки Конго глибинними бомбами американського бомбардувальника B-24 «Ліберейтор»; Г.-О.Шульце та 62 члени екіпажу загинули |
| 57  |      | Георг Лассен (1915–2012)                | оберлейтенант-цур-зее             | U-29 U-160                           | 10 серпня 1942    | 7 березня 1943 року став 208-м кавалером дубового листя до ордену |
| 58  |      | Гельмут Розенбаум (1913–1944)           | капітан-лейтенант                 | U-2 U-73                             | 12 серпня 1942    | 10 травня 1944 року загинув в авіаційній катастрофі поблизу Констанці. |
| 59  |      | Адольф Пінінг (1910–1984)               | капітан-лейтенант                 | U-155                                | 13 серпня 1942    | |
| 60  |      | Генріх Шондер (1910–1943)               | капітан-лейтенант                 | U-53 U-58 U-77 U-200                 | 19 серпня 1942    | 24 червня 1943 року U-849 був атакований південно-західніше Ісландії американським бомбардувальником B-24 «Ліберейтор»; Г. Шондер та 67 членів екіпажу загинули |
| 61  |      | Карл Турманн (1909–1943)                | корветтен-капітан                 | U-553                                | 24 серпня 1942    | Після 20 січня 1943 року U-553 вважається зниклим безвісти в Північній Атлантиці разом з усіма 47 членами екіпажу |
| 62  |      | Ернст Кальс (1905–1979)                 | корветтен-капітан                 | U-130                                | 1 вересня 1942    | |
| 63  |      | Вернер Гартенштайн (1908–1943)          | корветтен-капітан                 | U-156                                | 17 вересня 1942   | 8 березня 1943 року U-156 був атакований західніше Барбадоса глибинними бомбами американського літаючого човна «Каталіна»; В.Гартенштайн та 52 члени екіпажу загинули |
| 64  |      | Гюнтер Крех (1914–2000)                 | капітан-лейтенант                 | U-558                                | 17 вересня 1942   | |
| 65  |      | Отто фон Бюлов (1911—2006)              | капітан-лейтенант                 | U-404                                | 20 жовтня 1942    | 26 квітня 1943 року став 234-м кавалером, відзначеним дубовим листям |
| 66  |      | Гельмут Вітте (1915—2005)               | капітан-лейтенант                 | U-159                                | 22 жовтня 1942    | |
| 67  |      | Зігфрід Штрелов (1911—1943)             | капітан-лейтенант                 | U-435                                | 27 жовтня 1942    | 9 липня 1943 року U-435 затоплений західніше Фігейра-да-Фош глибинними бомбами з бомбардувальника «Веллінгтон»; Г.Штрелов та 47 членів екіпажу загинули |
| 68  |      | Фрідріх Поске (1904—1984)               | корветтен-капітан                 | U-504                                | 6 листопада 1942  | |
| 69  |      | Карл Еммерманн (1915–1990)              | капітан-лейтенант                 | U-172 U-3037                         | 27 листопада 1942 | 4 липня 1943 року став 256-м за відліком удостоєним дубового листя до Лицарського хреста |
| 70  |      | Гюнтер Мюллер-Штекгайм (1913–1943)      | капітан-лейтенант                 | U-67                                 | 27 листопада 1942 | 16 липня 1943 року у Саргасовому морі південно-західніше Азорських островів U-67 потоплений глибинними бомбами «Евенджера» з ескортного авіаносця ВМС США «Кор». 48 членів екіпажу з капітаном Г.Мюллер-Штекгейм загинули, 3 матроси врятовані |
| 71  |      | Вільгельм Доммес (1907–1990)            | капітан-лейтенант                 | U-431 U-178                          | 2 грудня 1942     | |
| 72  |      | Ганс-Людвіг Вітт (1909–1980)            | капітан-лейтенант                 | U-161 U-129 U-3524                   | 17 грудня 1942    | |
| 73  |      | Вернер Генке (1909–1944)                | оберлейтенант-цур-зее             | U-515                                | 17 грудня 1942    | 4 липня 1943 року став 257-м удостоєним кавалером дубового листя до Лицарського хреста. 9 квітня 1944 року ПЧ U-515 був атакований американськими літаками та есмінцями північніше Мадейри і В. Генке потрапив з усім екіпажем у полон. 15 червня 1944 року застрелений чатовим табору військовополонених при спробі втечі                                                                  |
| 74  |      | Герман Раш (1914–1974)                  | капітан-лейтенант                 | U-106                                | 29 грудня 1942    | |
| 75  |      | Гарро Шахт (1907–1943)                  | корветтен-капітан                 | U-507                                | 9 січня 1943      | 14 січня 1943 року U-507 був атакований неподалік від бразильського берега північно-західніше міста Форталеза глибинними бомбами американського літаючого човна «Каталіна»; Г.Шахт та 53 члени екіпажу загинули |
| 76  |      | Альбрехт Ахіллес (1914–1943)            | капітан-лейтенант                 | U-161                                | 16 січня 1943     | 27 вересня 1943 року U-161 потоплений неподалік від бразильського міста Салвадор глибинними бомбами американського літаючого човна PBM «Марінер»; Е.Ростін та 53 члени екіпажу загинули |
| 77  |      | Герберт Шнайдер (1915–1943)             | капітан-лейтенант                 | U-522                                | 16 січня 1943     | 23 лютого 1943 року U-522 потоплений південніше Азорських островів британським шлюпом «Тотленд»; Шнайдер та 50 членів екіпажу загинули |
| 78  |      | Ульріх Гайзе (1906–1970)                | капітан-лейтенант                 | U-128                                | 21 січня 1943     | |
| 79  |      | Альбрехт Бранді (1914—1966)             | капітан-лейтенант                 | U-617 U-380 U-967                    | 21 січня 1943     | 11 квітня 1943 року 224-й відзначений дубовим листям до Лицарського хреста; 9 травня 1944 року 66-й удостоєний мечів до ордена, 24 листопада 1944 року став 22-м нагородженим Лицарським хрестом з діамантами |
| 80  |      | Барон Зігфрід фон Фортснер (1910—1943)  | капітан-лейтенант                 | U-99 U-402                           | 9 лютого 1943     | 13 жовтня 1943 року підводний човен U-402 потоплений північніше Азорських островів двома TBF «Евенджер» з американського ескортного авіаносця «Кард»; З.фон Фортснер та 49 членів екіпажу загинули |
| 81  |      | Гергард Біліг (1916—2004)               | капітан-лейтенант-інженер         | U-20 U-103 U-177                     | 10 лютого 1943    | Нагороду отримав у посаді головного інженера ПЧ U-177 |
| 82  |      | Еріх Вюрдеманн (1914—1943)              | капітан-лейтенант                 | U-506                                | 14 березня 1943   | 14 липня 1943 року потоплений з U-506 американським літаком В-24 «Ліберейтор» західніше Віго; Е.Вюрдеманн та 48 членів екіпажу загинули, 6 — вцілілі |
| 83  |      | Райнгарт Рехе (1915—1993)               | капітан-лейтенант                 | U-255                                | 17 березня 1943   | |
| 84  |      | Ганс-Гартвіг Троєр (1916—1943)          | оберлейтенант-цур-зее             | U-3 U-221                            | 24 березня 1943   | 27 вересня 1943 року U-221 був атакований глибинними бомбами британського важкого бомбардувальника «Галіфакс» південно-західніше Ірландії; Г.-Г.Троер та 49 членів екіпажу загинули |
| 85  |      | Гаральд Гельгаус (1915—1997)            | капітан-лейтенант                 | U-143 U-107                          | 26 березня 1943   | |
| 86  |      | Карл Найцель (1901—1966)                | корветтен-капітан                 | U-510                                | 27 березня 1943   | |
| 87  |      | Гюнтер Зайбікке (1911—1943)             | капітан-лейтенант                 | U-436                                | 27 березня 1943   | 26 травня 1943 року ПЧ U-436 з капітаном Г. Зейбікке та усім екіпажем потоплений британськими фрегатом «Тест» і корветом «Гайдарабад» західніше мису Ортегаль, Іспанія |
| 88  |      | Ульріх Фолькерс (1915—1943)             | капітан-лейтенант                 | U-37 U-125                           | 27 березня 1943   | 6 травня 1943 року ПЧ U-125 з капітаном У. Фолькерсом та усім екіпажем (54 особи) затоплений унаслідок тарану британського есмінця «Орібі» та обстрілу з корвета «Сноуфлейк» північно-східніше мису Ньюфаундленда |
| 89  |      | Ганс Гайдтманн (1914—1976)              | капітан-лейтенант                 | U-2 U-14 U-21 U-559                  | 12 квітня 1943    | |
| 90  |      | Гельмут Мельманн (1913—1977)            | капітан-лейтенант                 | U-143 U-52 U-571                     | 16 квітня 1943    | |
| 91  |      | Гюнтер Ян (1910—1992)                   | капітан-лейтенант                 | U-596                                | 30 квітня 1943    | |
| 92  |      | Вільгельм Франкен (1914—1945)           | капітан-лейтенант                 | U-565                                | 30 квітня 1943    | 13 січня 1945 року загинув унаслідок випадкового інциденту на борту плавучої казарми Daressalam разом з командирами ПЧ U-188 Зіґфрідом Людденом та U-750 Георгом фон Біттером |
| 93  |      | Клаус Баргштен (1911—2000)              | капітан-лейтенант                 | U-563 U-521                          | 30 квітня 1943    | 2 червня 1943 року ПЧ U-521 був потоплений американським мисливцем за підводними човнами «Гліммер» північно-східніше Норфолка; єдиним вцілілим серед 52 членів екіпажу був командир субмарини К.Баргштен, який потрапив у полон, решта загинула |
| 94  |      | Гюнтер Гейдеманн (1914—1986)            | капітан-лейтенант                 | U-575                                | 3 липня 1943      | |
| 95  |      | Фрідріх Маркворт (1915—1994)            | капітан-лейтенант                 | U-66                                 | 8 липня 1943      | |
| 96  |      | Георг Штатс (1916—1943)                 | капітан-лейтенант                 | U-80 U-508                           | 14 липня 1943     | 12 листопада 1943 року U-508 потоплений американським літаком В-24 «Ліберейтор» поблизу мису Ортегаль, Іспанія; усі 57 членів екіпажу загинули |
| 97  |      | Герд Кельблінг (1915—2005)              | капітан-лейтенант                 | U-593                                | 18 серпня 1943    | |
| 98  |      | Герберт Панкнін (1913—2001)             | капітан-лейтенант-інженер         | U-57 U-106 U-861                     | 4 вересня 1943    | Нагороду отримав у посаді головного інженера ПЧ U-106 |
| 99  |      | Віллі Лехтенбергер (1914—1943)          | оберлейтенант-інженер резерву     | U-60 U-201 U-847                     | 4 вересня 1943    | Нагороду отримав посмертно, перебуваючи головним інженером ПЧ U-847. 27 серпня 1943 року у Саргасовому морі U-847 потоплений торпедою TBF «Евенджера» з ескортного авіаносця ВМС США «Кард». Всі 62 члени екіпажу загинули |
| 100 |      | Гайнц Крей (1921—1943)                  | лейтенант-інженер                 | U-704 U-752                          | 4 вересня 1943    | Нагороду отримав посмертно, перебуваючи головним інженером ПЧ U-752. 23 травня 1943 року у Північній Атлантиці U-752 обстріляний ракетами британського «Сордфіша» з ескортного авіаносця Королівського флоту Великої Британії «Арчер». 29 членів екіпажу загинули, 17 врятовані |
| 101 |      | Август Маус (1915—1996)                 | капітан-лейтенант                 | U-185                                | 21 вересня 1943   | |
| 102 |      | Дітріх Шенебом (1917—1943)              | оберлейтенант-цур-зее             | U-58 U-431                           | 20 жовтня 1943    | 21 жовтня 1943 року U-431 потоплений глибинними бомбами британського бомбардувальника «Веллінгтон» східніше Картахени; Шенебом та 51 член екіпажу загинули. |
| 103 |      | Карл-Август Ландферманн (1914—2003)     | оберлейтенант-інженер резерву     | U-146 U-38 U-181 U-188               | 27 жовтня 1943    | Нагороду отримав у посаді головного інженера ПЧ U-181 |
| 104 |      | Гельмут Роведер (1914—2008)             | капітан-лейтенант-інженер резерву | U-17 U-69 U-514 U-673                | 14 листопада 1943 | Нагороду отримав, відзначившись на посадах головного інженера ПЧ U-69 і U-514 |
| 105 |      | Барон Егон фон Шліппенбах (1914—1979)   | капітан-лейтенант                 | U-121 U-453                          | 19 листопада 1943 | |
| 106 |      | Горст-Арно Фенскі (1914—1979)           | оберлейтенант-цур-зее             | U-34 U-410 U-371                     | 26 листопада 1943 | |
| 107 |      | Гайнц Франке (1915—2003)                | капітан-лейтенант                 | U-148 U-262 U-3509 U-2502            | 30 листопада 1943 | |
| 108 |      | Макс-Мартін Тайхерт (1915—1943)         | капітан-лейтенант                 | U-456                                | 19 грудня 1943    | 12 травня 1943 року U-456 затонув під час занурення в результаті раптового виявлення його британським есмінцем «Опорт'юн» північніше Азорських островів. Попередньо ПЧ був серйозно пошкоджений торпедою Mark 24 FIDO з літака В-24 «Ліберейтор». 49 членів екіпажу загинуло |
| 109 |      | Зігфрід Койчка (1917—2002)              | оберлейтенант-цур-зее             | U-7 U-616                            | 27 січня 1944     | |
| 110 |      | Ганс-Юрген Гелльрігель (1917—1944)      | капітан-лейтенант                 | U-140 U-96 U-543                     | 3 лютого 1944     | 2 липня 1944 року ПЧ U-543 потоплений унаслідок атаки торпедами Mark 24 FIDO та глибинними бомбами «Евенджера» з американського авіаносця «Вейк Айленд» південно-західніше Канарських островів. Г.-Ю. Гельрігель загинув разом з 57 моряками субмарини |
| 111 |      | Зіґфрід Людден (1916—1945)              | капітан-лейтенант                 | U-188                                | 11 лютого 1944    | 13 січня 1945 року загинув унаслідок випадкового інциденту на борту плавучої казарми Daressalam разом з командирами ПЧ U-565 В. Франкеном та U-750 Г. фон Біттером |
| 112 |      | Йоганн-Фрідріх Вессельс (1904—1988)     | капітан-лейтенант-інженер         | U-23 U-47 U-198 U-870                | 9 березня 1944    | Нагороду отримав у посаді головного інженера ПЧ U-198 |
| 113 |      | Густав Пель (1917—2009)                 | капітан-лейтенант                 | U-413                                | 21 березня 1944   | |
| 114 |      | Вальдемар Мель (1914—1996)              | капітан-лейтенант                 | U-62 U-72 U-371                      | 28 березня 1944   | |
| 115 |      | Альфред Айк (1916—2015)                 | оберлейтенант-цур-зее             | U-510                                | 31 березня 1944   | |
| 116 |      | Георг Ольшевскі (1911—1996)             | оберлейтенант-інженер             | U-66                                 | 23 квітня 1944    | Нагороду отримав у посаді головного інженера ПЧ U-66 |
| 117 |      | Вальтер Кедінг (1915—1992)              | оберштурман                       | U-56                                 | 15 травня 1944    | Нагороду отримав у посаді 3-го вахтового офіцера та головного штурмана ПЧ U-123 |
| 118 |      | Горст Гофманн (1919—1978)               | оберштурман                       | U-48 U-672                           | 20 травня 1944    | Нагороду отримав у посаді вахтового офіцера та штурмана ПЧ U-672 |
| 119 |      | Карл-Гайнц Вібе (1916—2012)             | капітан-лейтенант-інженер         | U-9 U-67 U-178                       | 22 травня 1944    | Нагороду отримав у посаді головного інженера ПЧ U-178 |
| 120 |      | Горст фон Шретер (1919—2006)            | оберлейтенант-цур-зее             | U-123 U-2506                         | 1 червня 1944     | |
| —   |      | Йоганн-Отто Кріг (1919—1999)            | оберлейтенант-цур-зее             | U-142 U-81                           | 8 липня 1944      | Нагороду отримав у посаді командира 361-ї спеціальної флотилії надмалих підводних човнів (нім. Kleinkampfflottille 361) |
| 121 |      | Райнгард Кеніг (1909—1998)              | оберлейтенант-інженер             | U-123 U-2506                         | 8 липня 1944      | Нагороду отримав у посаді головного інженера ПЧ U-123 |
| 122 |      | Гайнц Зідер (1920—1944)                 | оберлейтенант-цур-зее             | U-984                                | 8 липня 1944      | 2 серпня 1944 року U-984 затонув у Ла-Манші південно-західніше Брайтона з невідомих обставин. Г.Зідер та 44 члени екіпажу загинули |
| 123 |      | Карл Фляйге (1905—1975)                 | оберлейтенант-цур-зее             | U-18                                 | 18 липня 1944     | |
| 124 |      | Карл-Гайнц Марбах (1917—1995)           | оберлейтенант-цур-зее             | U-101 U-29 U-28 U-953 U-3014         | 22 липня 1944     | |
| 125 |      | Герман Штукманн (1921—1944)             | оберлейтенант-цур-зее             | U-316 U-621                          | 22 липня 1944     | 18 серпня 1944 року ПЧ U-621 потоплений у Біскайській затоці неподалік від Ла-Рошелі глибинними бомбами канадських есмінців «Оттава», «Кутеней» і «Шод'єр». Г.Штукманн разом з рештою екіпажу (55 осіб) загинув |
| 126 |      | Генріх Даммаєр (1914—2001)              | штабсобермашиніст                 | U-129 U-270                          | 12 серпня 1944    | Нагороду отримав, будучи головним машиністом ПЧ U-270 |
| 127 |      | Ганс-Гюнтер Ланге (1916–2014)           | капітан-лейтенант                 | U-711                                | 26 серпня 1944    | 29 квітня 1945 року став 853-м кавалером дубового листя до Лицарського хреста. |
| 128 |      | Генріх Тімм (1910–1974)                 | корветтен-капітан                 | U-251 U-862                          | 17 вересня 1944   | |
| 129 |      | Гергард Шар (1919–1983)                 | оберлейтенант-цур-зее             | U-957 U-2551                         | 1 жовтня 1944     | |
| 130 |      | Ганс-Йоахім Ферстер (1920–1945)         | оберлейтенант-цур-зее             | U-348 U-479 U-480                    | 18 грудня 1944    | 29 січня 1945 року (ймовірно пізніше) субмарина U-480 зникла в протоці Ла-Манш південно-західніше Портсмута, імовірно підірвавшись на міні. Командир ПЧ та усі 47 членів екіпажу загинули |
| 131 |      | Пауль Бразак (1916–2013)                | капітан-лейтенант                 | U-737                                | 30 жовтня 1944    | |
| 132 |      | Рудольф Мюльбауер (1919–2000)           | обербоцман-маат                   | U-123 U-170                          | 10 грудня 1944    | Єдиний старший матрос ВМС, удостоєний Лицарського хреста |
| 133 |      | Гюнтер Пульст (1918–1991)               | оберлейтенант-цур-зее             | U-978                                | 21 грудня 1944    | |
| 134 |      | Рольф Томсен (1915–2003)                | капітан-лейтенант                 | U-1202                               | 4 січня 1945      | 29 квітня 1945 року став 852-м кавалером дубового листя до нагороди |
| 135 |      | Ернст Гехлер (1907–1965)                | корветтен-капітан                 | U-870                                | 21 січня 1945     | |
| 136 |      | Доктор права Курт Добрац (1904–1996)    | капітан-цур-зее                   | U-1232                               | 23 січня 1945     | |
| 137 |      | Йоганнес Лімбах (1912–1993)             | лейтенант-цур-зее                 | U-43 U-181                           | 6 лютого 1945     | Нагороду отримав, будучи старшим помічником капітана на ПЧ U-181 |
| 138 |      | Ганс-Георг Гесс (1923–2008)             | оберлейтенант-цур-зее резерву     | U-995                                | 11 лютого 1945    | |
| 139 |      | Отто Вестфален (1920–2008)              | оберлейтенант-цур-зее             | U-121 U-968                          | 23 березня 1945   | |
| 140 |      | Філіпп Ліхтенберг (1908–1993)           | капітан-лейтенант-інженер         | U-10 U-16 U-18 U-96 U-652 U-37 U-516 | 31 березня 1945   | Нагороду отримав у посаді головного інженера ПЧ U-516 |
| 141 |      | Ганс Йоганнсен (1913–1961)              | оберлейтенант-інженер             | U-6 U-3 U-5 U-96 U-802               | 31 березня 1945   | Нагороду отримав у посаді головного інженера ПЧ U-802 |
| 142 |      | Генріх Прассдорф (1918—1993)            | обермашиніст                      | U-1203                               | 21 квітня 1945    | Нагороду отримав, будучи головним машиністом ПЧ U-1203 |
| 143 |      | Генріх Шретелер (1915–2000)             | капітан-лейтенант                 | U-667 U-1023                         | 2 травня 1945     | |
| 144 |      | Ганс Леманн (1915–1981)                 | оберлейтенант-цур-зее резерву     | U-997                                | 7 травня 1945     | |
| 145 |      | Карл Єккель (1912–1984)                 | оберштурман                       | U-29 U-160 U-907                     | 8 травня 1945     | Нагороду отримав у посаді вахтового офіцера та штурмана ПЧ U-907 |